# Meringopus attentorius
Meringopus attentorius là một loài tò vò trong họ Ichneumonidae.